# Vùng bảo hộ Bohemia và Moravia
Vùng bảo hộ Bohemia và Moravia là lãnh thổ được sáp nhập một phần của Đức Quốc xã được thành lập vào ngày 16 tháng 3 năm 1939 sau khi Đức chiếm đóng các vùng đất của Séc vào ngày 15 tháng 3 năm 1939. Trước đó, sau Hiệp định Munich tháng 9 năm 1938, Đức đã hợp nhất lãnh thổ Sudetenland của Séc thành Reichskommissariat, sau đó trở thành Reichsgau cùng với việc thành lập vùng bảo hộ Bohemia và Moravia vào tháng 3 năm 1939.
6 giờ sáng ngày 16 tháng 3 năm 1939 , quân Đức Quốc Xã đã tràn qua lãnh thổ Bohemia và Moravia ( Tiệp Khắc ) , mà không gặp sự chống cự nào.Đến tối hôm đó, thậm chí Adolf Hitler dẫn đầu đoàn quân tiến vào thủ đô Prague của Tiệp Khắc. Mà khi đó , cũng không còn một nhà nước Tiệp Khắc nào , do Slovakia đã tuyên bố độc lập thành nhà nước Slovakia (bù nhìn của Đức). Ngày 16 tháng 3 , Hitler tuyên bố thành lập ,một chế độ bảo hộ mới , Vùng bảo hộ Bohemia và Moravia.